# Стрелчански проход
Стрелчанският проход е планински проход (седловина) в централната част на Същинска Средна гора, в Община Копривщица, Софийска област и Община Стрелча, област Пазарджик.
Проходът е с дължина 12,8 km, надморската височина на седловината – 1122 m. Свързва южната част на Копривщенската котловина (долината на река Тополница) на север със Стрелчанската котловина (долината на река Стрелчанска Луда Яна) при град Стрелча на юг.
Проходът започва на 1046 m н.в., на около 3 km южно от град Копривщица, при разклона за хижа „Богдан“ и туристическия комплекс „Барикадите“ и се насочва на юг-югозапад. След 2,5 km достига седловината при 1122 m н.в. и от там продължава по южния склон на Същинска Средна гора. След около 2 km достига до долината на река Стрелчанска Луда Яна и по нея се спуска до северната част на град Стрелча, където завършва на 506 m н.в.
През него преминава участък от 12,8 km от km 20 до km 32,8) от третокласния Републикански път III-606 гара Копривщица – Стрелча – село Труд, който се поддържа целогодишно за преминаван на моторни превозни средства.

## Туристически забележителности
- Кривата бука

## Топографска карта
- Лист от карта K-35-49. Мащаб: 1 : 100 000.